# Синан-паша Боровинић
Синан-паша Боровинић (Боровинићи, 1459. — крај Каира, 22. јануар 1517) је био Србин муслиманске вероисповести, велики везир у Османском царству. Потомак је властелинске породице Боровинић.
Одрастао је на султановом двору. По паду старе српске државе на положај босанског санџак-бега био је постављен Синан-паша који на том положају био од 1496. до 1499. године. Исте године априла мјесеца постављен је за беглер-бега румелијског те је тако стекао титулу паше. На овом положају бива до 1503. године, када је послат на функцију херцеговачког санџак-бега гдје бива до 1506. године. На мјесту смедеревског санџак-бега бива од 1506. до 1513. године, када се враћа на мјесто босанског санџак-бега гдје је остао до 1514. године; затим постаје анадолијски беглер-бег.
Дубровчани су своме посланству које је једном приликом пошло платити харч речено како се треба опходити ако сретну Синан-пашу Боровинић. Према упути требало је да га поздраве и да му кажу како им је за велику утјеху то што им је он у сусједству, јер је Дубровачка република увијек имала добре односе са племићком кућом Боровинића.
Учествовао је у битки код Чалдирана 1514. године, а затим је 1515. поразио Алаудевлеа, емира Дулкадира. За награду уздигнут је на звање великог везира. Погинуо је 22. јануар 1517. године у боју код Риданије покрај Каира, као главни командант турске војске.
О погибији Синан-паше записао је познати оријенталиста Јозеф фон Хамер-Пургштал, следеће:
То су били најодабранији витезови из војске Мемлука са самим султаном Туман-бејом и његова оба војсковође, Аланбејом и Куртбејом на челу. Сва тројица су се зарекла да ће османског султана ставити жива или мртва под своју руку. Забунили су се само у особи, држећи великог везира Синана за султана Селима. Синан је стајао између Махмут-бега Рамазаноглуа и Алије, хазнедара. Султан Туман-беј управо је продирао ка великом везиру, Аланбеј Махмуту, а Куртбеј Алији с толико срчаности и бијеса да су сва тројица одабране противнике убили копљем, а сами избјегли, иако је Аланбеј био тешко рањен танетом. Упркос таквој личној храбрости мемлучког султана и његових вјерних, изгубљена је битка...— Хисторија Турског/Османског царства